# Reguliere Kanunniken van Lateranen
De katholieke gemeenschap van de Reguliere Kanunniken van Lateranen, voluit Congregatie der Reguliere Kanunniken van de Allerheiligste Verlosser van Lateranen (Latijn: Canonici Regulares Lateranenses, afgekort C.R.L.) is een van de takken binnen de Orde van de Reguliere Kanunniken van Augustinus.
De Congregatie van Lateranen telt thans een 300-tal kanunniken en kanunnikessen, verspreid over Europa en Latijns-Amerika in een 60-tal gemeenschappen (abdijen en priorijen). Vanuit een leven in gemeenschap, zijn de kanunniken werkzaam in parochies, onderwijs, permanente vorming en geestelijke begeleiding. Het habijt bestaat uit een witte toog, rochet, paarse mozetta en zwarte bonnet.
In Nederland leven kanunniken in  Veldhoven en Nijmegen; in België in Gerpinnes; in Frankrijk in Beachêne.